# Alexander Carter
Alexander Carter OC (* 16. April 1909 in Montreal; † 17. Februar 2002 in North Bay, Ontario) war ein kanadischer Geistlicher und römisch-katholischer Bischof von Sault Sainte Marie.

## Leben
Der ältere Bruder von Kardinal Gerald Emmett Carter empfing am 6. Juni 1936 die Priesterweihe.
Papst Pius XII. ernannte ihn am 10. Dezember 1956 zum Koadjutor von Sault Sainte Marie und zum Titularbischof von Sita. Die Bischofsweihe spendete ihm der Erzbischof von Montréal, Paul-Émile Léger, am 2. Februar 1957; Mitkonsekratoren waren Ralph Hubert Dignan, Bischof von Sault Sainte Marie, und Lawrence Patrick Whelan, Weihbischof in Montréal.
Mit dem Tod Ralph Hubert Dignans am 22. November 1958 folgte er ihm als Bischof von Sault Sainte Marie nach. Zwischen 1960 und 1986 war er Kanzler der katholischen University of Sudbury. Am 3. Mai 1985 nahm Papst Johannes Paul II. sein altersbedingtes Rücktrittsgesuch an. In Hanmer, Valley East, Greater Sudbury, Ontario wurde die Bishop Alexander Carter Catholic Secondary School nach ihm benannt.